# Bundesgartenschau 1985

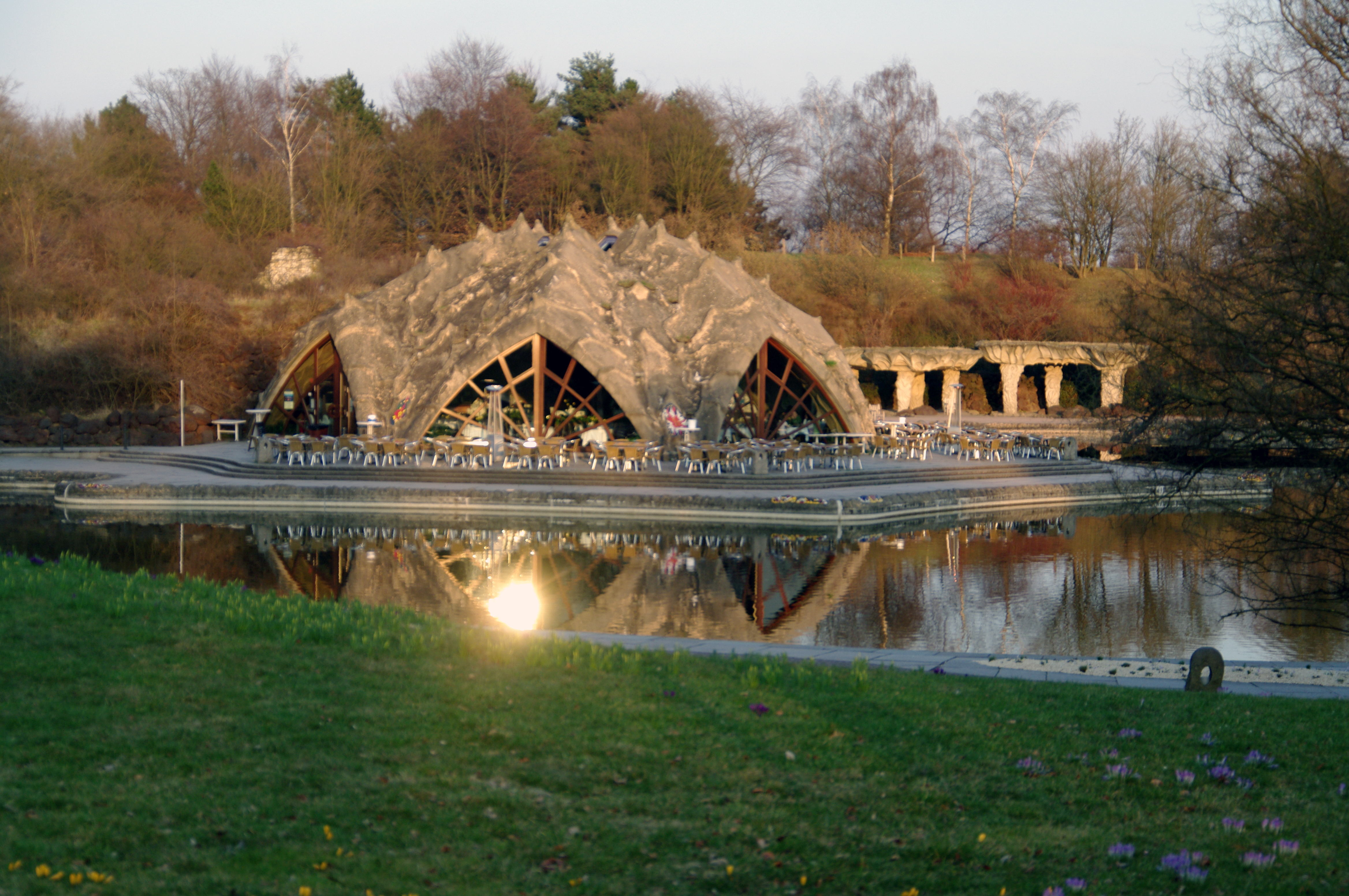
Café am Großen See

Die Bundesgartenschau 1985 fand vom 26. April bis zum 20. Oktober in Berlin statt. Sie war die erste Bundesgartenschau in Berlin.

## Vorgeschichte
Ausgangspunkt für die Bundesgartenschau 1985 war ein Gutachten von Hermann Mattern, der bereits 1970 ein Grünflächen-Defizit in den West-Berliner Bezirken Neukölln, Tempelhof und Kreuzberg feststellte.
Eine weitgehend baumlose Acker- und Brachfläche zwischen Buckow, Britz und Mariendorf von etwa 90 ha Größe bot sich für die Umwandlung in eine Grünfläche an. Das Abgeordnetenhaus von Berlin änderte 1975 den Flächennutzungsplan entsprechend. Der Britzer Garten war die erste große Grünanlage, die seit fast 25 Jahren im Westen der damals geteilten Stadt gebaut werden konnte. Das war um so wichtiger, als die West-Berliner damals vom Umland der Stadt abgeschnitten waren.

## Vorbereitung
1977 folgte ein Ideenwettbewerb, dessen zweiter Preisträger, Wolfgang Miller, Stuttgart, mit dem Bau der Bundesgartenschau 1985 beauftragt wurde. Auf dem Gelände wurde zwischen 1978 und 1985 eine künstliche Landschaft gestaltet, mit Seen, bis zu 18 m hohen Hügeln, Wasserflächen, Biotopen, Wäldern, Gärten und großen Spielbereichen. Es entstand ein Landschaftspark mit naturnahen Zonen für Freizeit und Erholung. Der überwiegende Teil der Rasenflächen durfte betreten werden.

## Die Bundesgartenschau

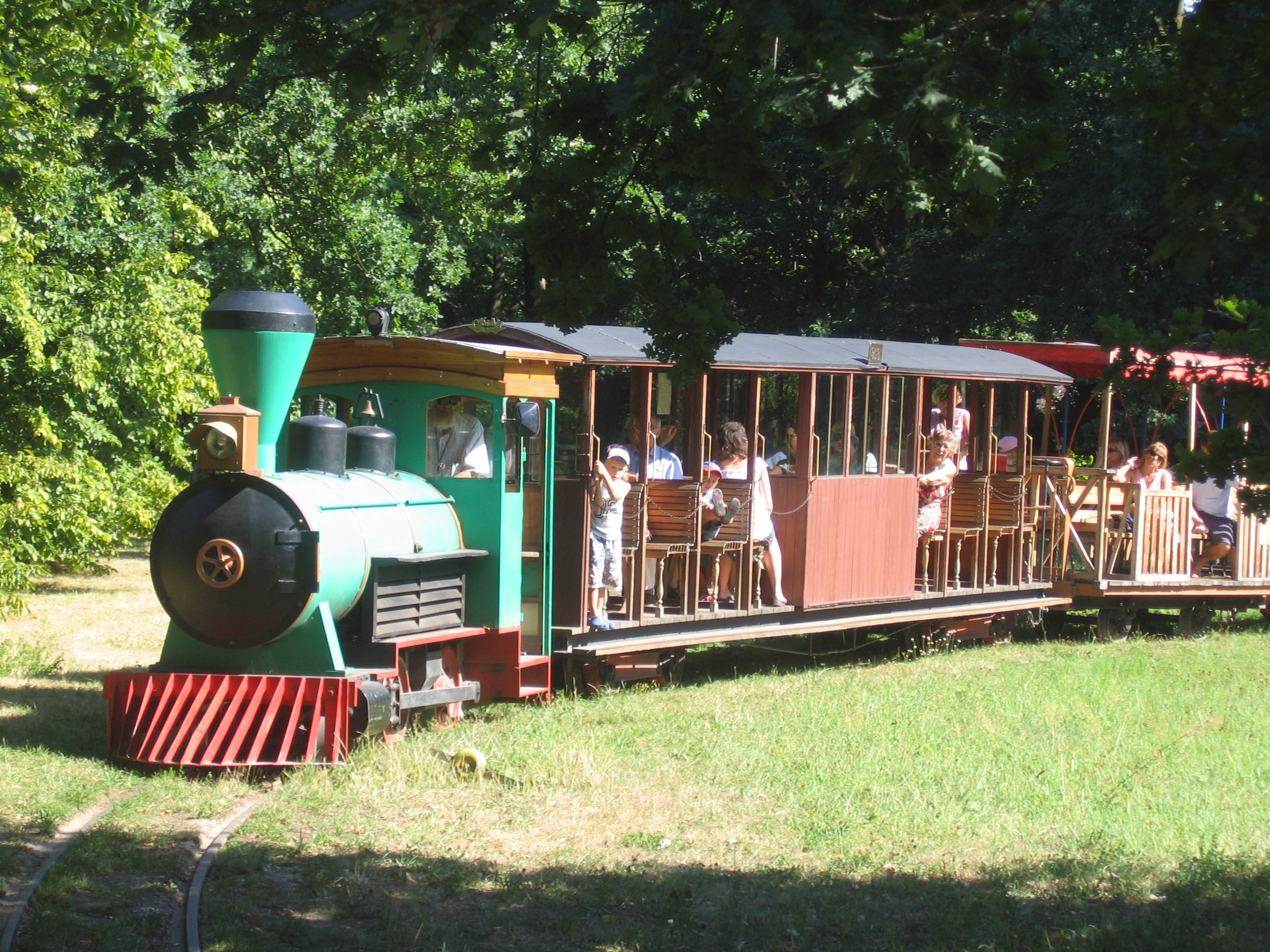
Parkeisenbahn

Mittelpunkt der 90 ha großen Fläche war der 10 ha große, bis zu 5 m tiefe See für den 1 Mio. m3 Boden ausgehoben wurden. Er erhielt naturnah gestaltete Partien, ebenso wie einen Badestrand für Kinder und einen Modellboothafen. Unterschiedliche Themengärten wurden eingerichtet und ein Kleintierzoo. Besondere Attraktionen waren
- die Britzer Mühle, eine für die Gartenschau wieder voll funktionsfähig hergerichtete Holländerwindmühle, mit – äußerst selten – dodekagonischem Grundriss. Bei ausreichend Wind kann dort noch gemahlen werden.[9]
- Eine auf einem fünf Kilometer langen Rundkurs verkehrende Parkeisenbahn in der Spurweite 600 mm. Sie hat fünf Haltepunkte. Der Lokschuppen befindet sich auf dem Gelände des Wirtschaftshofs des angrenzenden Parkfriedhofs.

In den 178 Tagen, in denen die Bundesgartenschau 1985 für das Publikum geöffnet war, empfing sie 4 Mio. oder 5,2 Mio. Besucher.

## Nachwirkungen
Mit dem Britzer Garten ist Berlin von der Bundesgartenschau 1985 eine der attraktivsten innerstädtischen Grün- und Erholungsflächen Berlins geblieben. Die dort zur Bundesgartenschau 1985 eingebrachten Kunstwerke verblieben vor Ort und die dafür errichteten Anlagen wurden überwiegend erhalten. Der Park blieb eingezäunt und es wird weiterhin Eintritt erhoben.
Die Anlage wird heute von der Grün Berlin Park und Garten GmbH betreut.

## Bilder

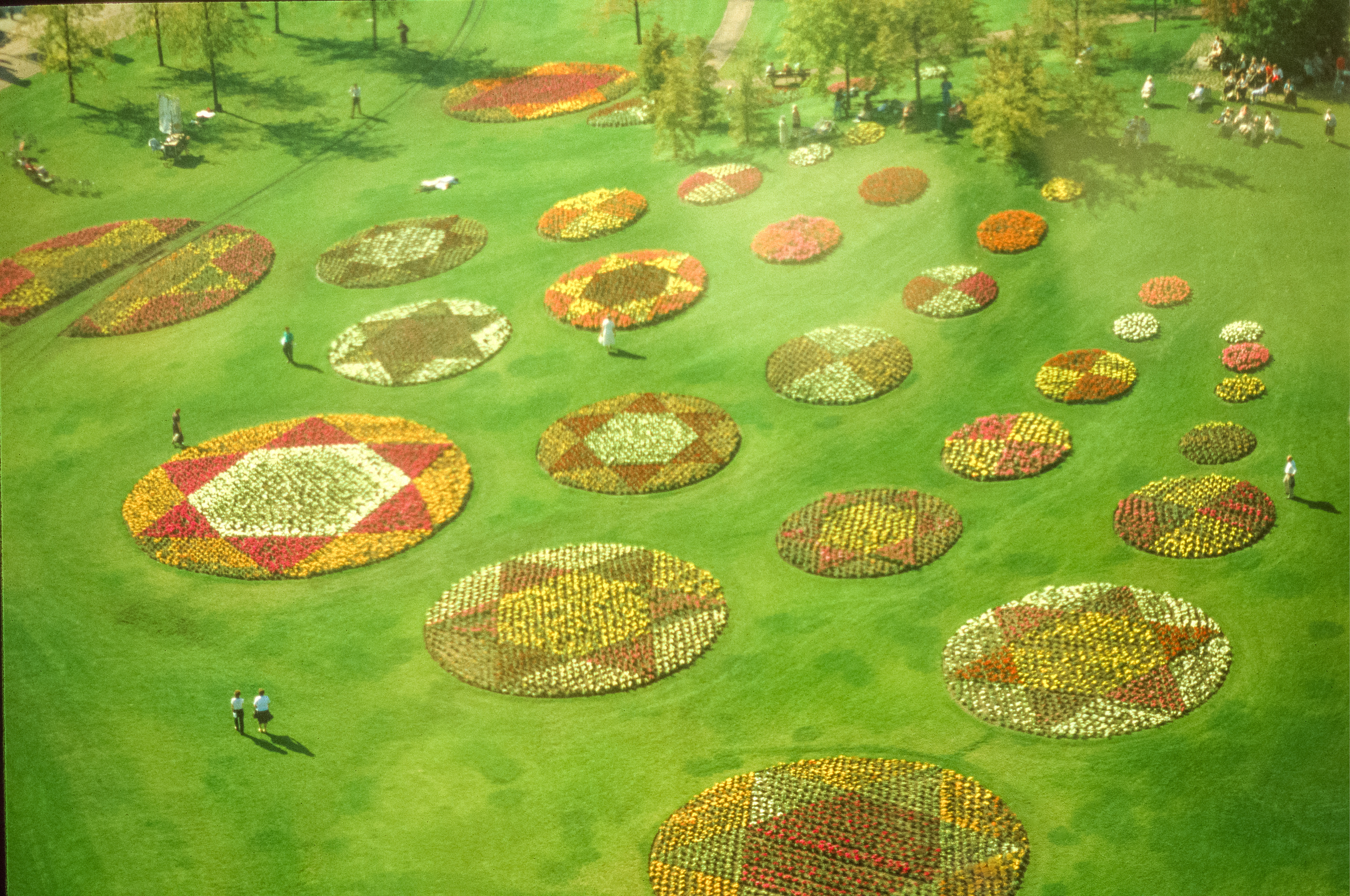
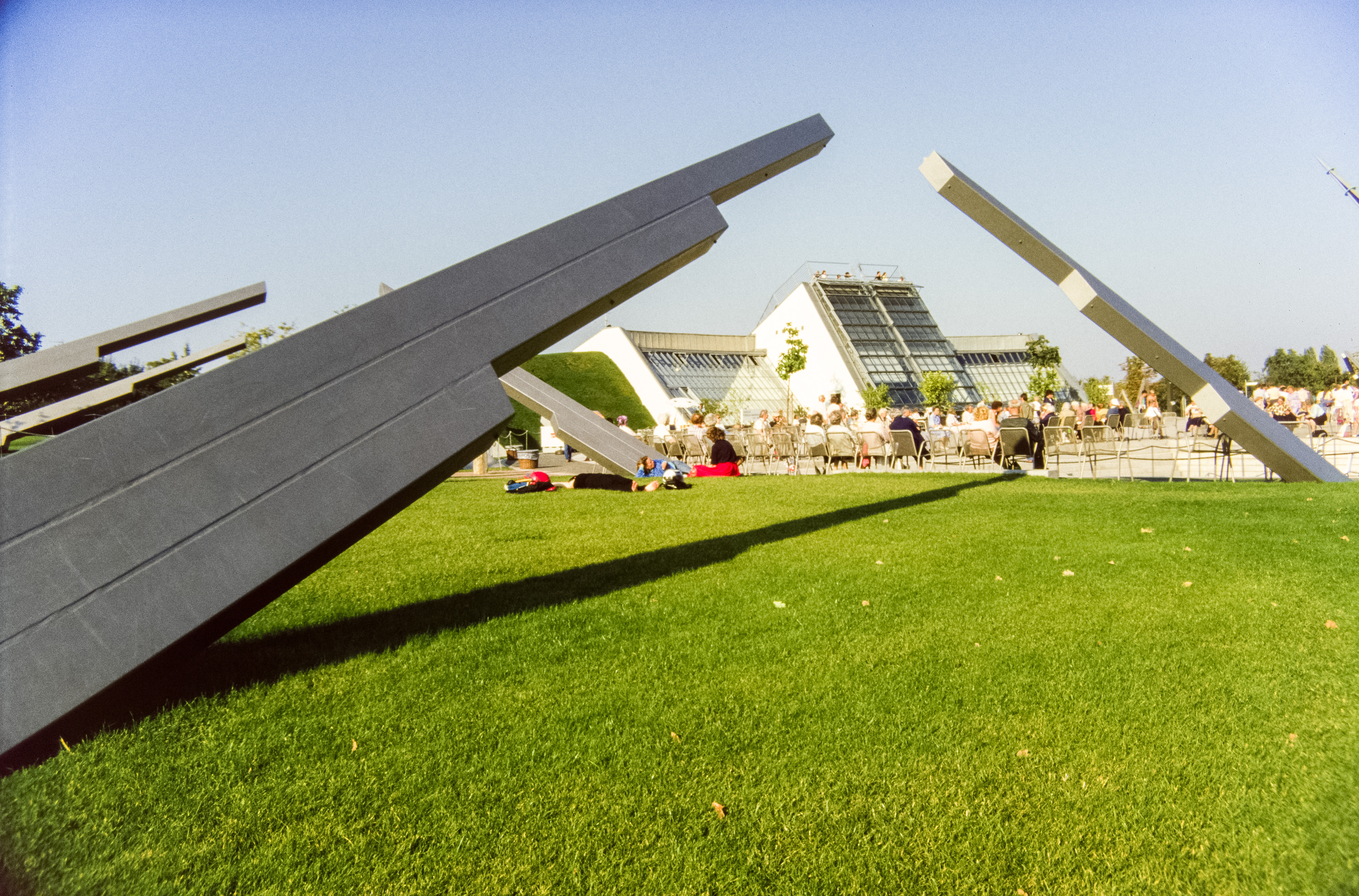
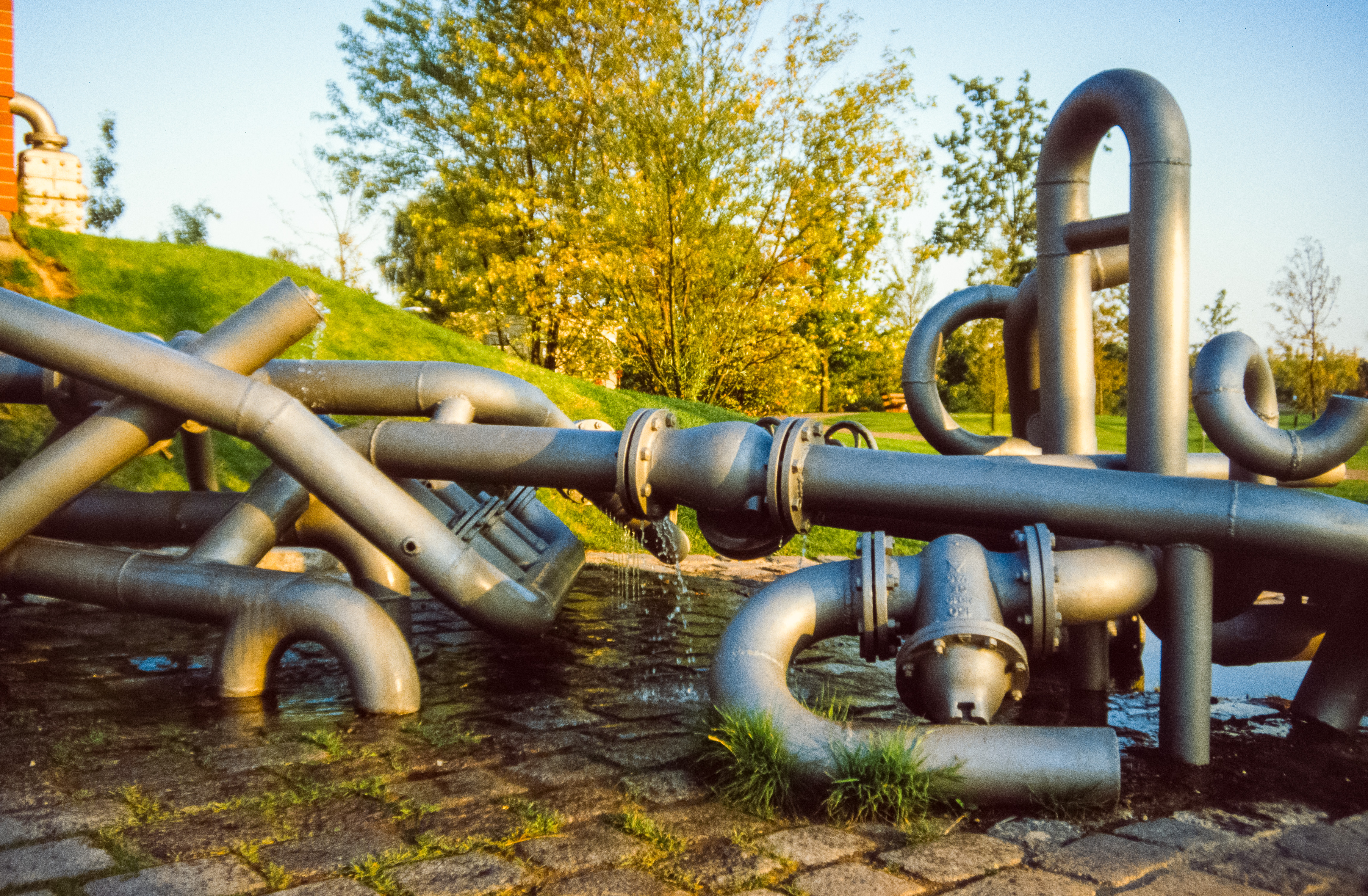